# Тамбиев, Александр Хапачевич
Александр Хапачевич Тамбиев (23 октября 1934, Москва — 10 января  2024, там же) — российский учёный и детский писатель, доктор биологических наук (1991), профессор (1997), заслуженный деятель науки РФ (2005).

## Биография
Окончил биолого-почвенный факультет МГУ (1957).
Там же: лаборант, аспирант, ассистент, старший преподаватель кафедры биофизики (1957—1967), затем работал на кафедрах гидробиологии; клеточной физиологии и иммунологии; физиологии микроорганизмов, с 2011 года — на кафедре биоинженерии.
В 1964 году защитил кандидатскую диссертацию «Некоторые свойства антибиотиков как защитных веществ при лучевом поражении». В 1991 году защитил докторскую диссертацию «Динамика экскреции органических соединений микроводорослями и цианобактериями».
Старший научный сотрудник (1976). Профессор (1997).
Область научных интересов: клеточная биология, клеточная инженерия, физиология микроорганизмов, альгология.
В 1968 году окончил Высшие патентные курсы, после чего организовал на биологическом факультете МГУ патентное подразделение и руководил им.
Заслуженный деятель науки РФ (18.01.2005). Награждён медалью «Ветеран труда».
Член Союза журналистов РФ с 1973 года и Союза писателей РФ с 1993 года.